# John Lewis James Bonhote
John Lewis James Bonhote (Londres, 1875 - 1922), va ser un ornitòleg anglès.
Bonhote va néixer a Londres i va ser educat al Harrow School i al Trinity College. Va ser nomenat secretari personal del governador de les Bahames el 1897, i subdirector del Zoològic de Guiza del 1913 al 1919. Bonhote va ser co-secretari (amb Ernst Hartert) del 4t Congrés Ornitològic Internacional de Londres el 1905, secretari i tresorer de la Societat Avicultural, secretari de la British Ornithologists' Union (1907-1913) i secretari-tresorer del British Ornithologists' Club (1920-1922).
A més, a ser membre de la Societat Linneana de Londres i de la Societat Zoològica de Londres.

## Treball
- Birds of Britain, 1907
- Vigour and Heredity, 1915